# Raggenhorn
Das Raggenhorn bei Wengen im bayerischen Landkreis Oberallgäu und Bolsternang im baden-württembergischen Landkreis Ravensburg ist eine 1055 m ü. NHN hohe Kammerhebung im Gebirgszug Adelegg in der Gebirgslandschaft Adelegg im Bayerischen Alpenvorland.

## Geographie

### Lage
Der Gipfel des Raggenhorns befindet sich etwa 950 m südsüdöstlich des Schwarzen Grats, 1,4 km nordnordwestlich von Wengen, einem Ortsteil der bayerischen Gemeinde Weitnau, und 2 km nordöstlich von Bolsternang, einem Ortsteil der württembergischen Gemeinde Isny im Allgäu.
Nordöstlich unterhalb der Bergkuppe liegt die Alpe Wenger Egg (auch Wengener Egg Alpe genannt). Nach Nordosten fällt die Landschaft des Berges entlang dem kleinen Rotenbach zur Eschach ab. Südlich vorbei fließt als östlicher Zufluss der Unteren Argen der Wengener Argen.

### Naturräumliche Zuordnung
Das Raggenhorn gehört innerhalb des Alpenvorlandes in der naturräumlichen Haupteinheitengruppe Nagelfluhhöhen und Senken zwischen Bodensee und Isar (Nr. 02) und in der Haupteinheit Adelegg (023) zur Untereinheit Hohe (Südliche) Adelegg (023.0).

## Schutzgebiete
Auf der Westflanke des Raggenhorns erstrecken sich hinauf bis zum Berggipfel Teile des Landschaftsschutzgebiets Adelegg und zugehöriges tertiäres Hügelvorland (CDDA-Nr. 319441; 1994 ausgewiesen; 65,2 km² groß) und solche des Vogelschutzgebiets Adelegg (VSG-Nr. 8226-441; 28,61 km²).

## Verkehr, Wandern und Veranstaltungen
Nördlich vorbei an Raggenhorn und Schwarzem Grat führt zwischen den Buchenberger Ortsteilen Eschach und Eschachthal die bayerische Kreisstraße OA 20, die auf württembergischer Seite in die K 8045 übergeht. Südlich vorbei verläuft zwischen den Weitnauer Ortsteilen Wengen und Nellenberg die bayerische Staatsstraße 2055. Von dieser zweigt an der Landesgrenze die württembergische K 8019 ab, die als Stichstraße zum südwestlich unterhalb des Raggenhorns gelegenen Bolsternang führt. Zum Beispiel beginnend am Parkplatz Eschacher Weiher, der nahe dem Eschacher Weiher an der OA 20 liegt, ist der Berg in rund 45 Minuten Gehzeit zu erreichen. An den ersten zwei Sonntagen im September wird auf dem Raggenhorn jeweils eine Heilige Messe (Bergmesse) durchgeführt.